# Peter von Portugal

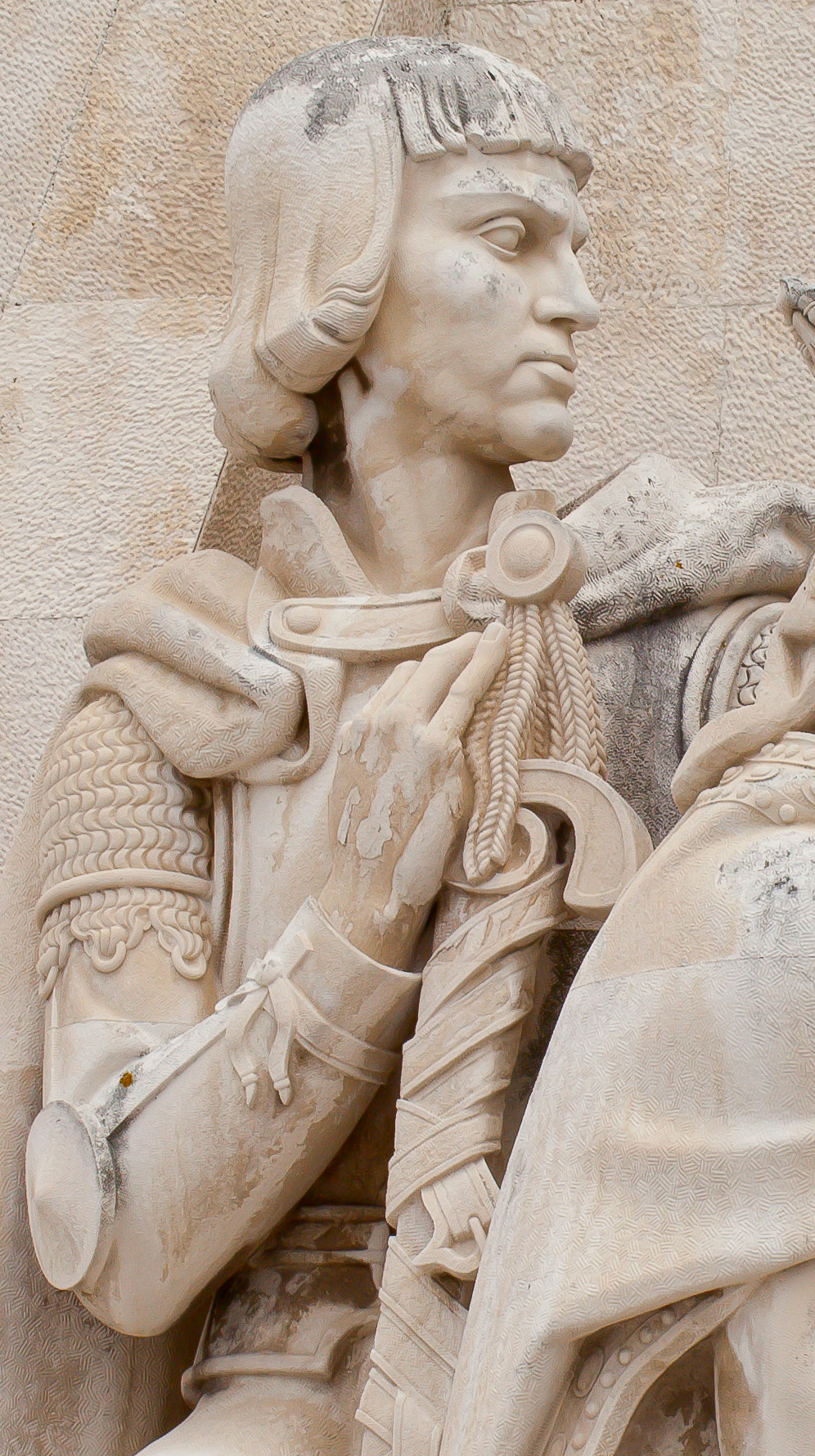
Pedro de Portugal in dem Denkmal der Entdeckungen in Belém.

Peter von Portugal KG (* 9. Dezember 1392; † 20. Mai 1449) war Infant von Portugal aus dem Hause Avis und erster Herzog von Coimbra. Er regierte Portugal als Prinzregent von 1439 bis 1449.

## Leben
Peter wurde am 9. Dezember 1392 als dritter Sohn von Johann I. von Portugal und dessen Gemahlin Philippa of Lancaster geboren. Er war somit ein Bruder des portugiesischen Königs Eduard I., wie auch von Heinrich dem Seefahrer.
In seiner Jugend wollte er die Welt kennenlernen und begab sich auf eine zehn Jahre dauernde Reise zu den „sieben Enden der Welt“ („viagem pelas sete partidas do mundo“), auf der er mit vielen der damals Herrschenden persönlich zusammentraf. Er verließ Lissabon 1418 und begab sich zunächst nach Valladolid, wo er sich mit dem König von Kastilien (seinem Cousin) traf. Danach begab er sich nach Ungarn, wo er von König Sigismund empfangen wurde. Für diesen kämpfte er im Hussitenkrieg in Böhmen. 1424 reiste er nach Zypern und von dort nach Palästina. In Rom wurde er von Papst Martin V. empfangen. Seine Reise ging weiter nach Flandern und dann auf die griechische Insel Patmos, auf der er mit Sultan Murad II. von den Osmanen zusammenkam. Im Folgenden besuchte er Konstantinopel, Alexandria, Kairo, reiste von dort nach Paris, Dänemark und schließlich nach London, wo er von König Heinrich IV. empfangen wurde.
Erneut in Flandern arrangierte er die Hochzeit seiner Schwester Elisabeth mit Herzog Philipp dem Guten von Burgund. Peter blieb zwei Jahre in Flandern und hielt sich dort vornehmlich in Brügge auf. In Venedig wurde er vom Dogen empfangen, der ihm ein Exemplar des Reiseberichtes „Il Milione“ von Marco Polo schenkte. Peter gab dieses Buch zusammen mit einer von Kaiser Sigismund erhaltenen Weltkarte (mapa mundi) an seinen Bruder Heinrich den Seefahrer weiter, dem diese Unterlagen bei der Planung seiner Expeditionen mutmaßlich sehr hilfreich gewesen sein mochten. Über Rom, wo er erneut vom Papst empfangen wurde, reiste er schließlich nach Portugal zurück und traf 1428 wieder in Coimbra ein.
1438 starb sein Bruder, der portugiesische König Eduard I., an der Pest. Auf diesen folgte sein Sohn Alfons V., also der Neffe von Peter von Portugal, der allerdings zum Zeitpunkt des Todes seines Vaters noch minderjährig war, so dass eine Regentschaft notwendig wurde.

Das Wappen des Herzogs von Coimbra

Eduard I. hatte für diesen Fall seine Witwe testamentarisch zur Regentin eingesetzt. Peter gelang es allerdings, diese bereits nach kurzer Zeit von der Regentschaft zu verdrängen und es gelang ihm, sich seine Regentschaft zweimal von den Cortes absegnen zu lassen. Während seiner zehnjährigen Regentschaft stärkte er die zentrale Königsmacht zu Lasten des Adels.
Auch nachdem Alfons 1446 für volljährig erklärt worden war, wollte Peter die Regentschaft nicht aufgeben und stärkte seine Position zunächst noch zusätzlich dadurch, dass es ihm gelang, seine eigene Tochter mit dem jungen König zu vermählen. Der König verbündete sich daraufhin mit dem Herzog von Braganza, der die Adelsopposition im Lande gegen die vom Prinzregenten Peter geförderten Zentralisierungstendenzen in der portugiesischen Politik anführte. Auch die Mutter des Königs unterstützte ihn gegen Peter und brachte ihm die Unterstützung Aragoniens ein. Mit diesem Beistand gelang es Alfons V. schließlich, seinen Onkel und Schwiegervater in der Schlacht von Alfarrobeira 1449 zu besiegen, in der Peter fiel. Seine Grabstätte befindet sich im Komplex der Königlichen Grabkapellen im Kloster von Batalha.

## Familie
Peter von Portugal heiratete 1429 Elisabeth (Isabel) von Aragón (* 1409; † 1443), Tochter des Grafen Jakob II. von Urgell, mit der er folgende Kinder hatte:
- Peter von Coimbra (* 1429; † 30. Juni 1466)
- Johann (João) († 1457) ⚭ 1456 Charlotte de Lusignan, 1462 Königin von Zypern
- Elisabeth (Isabel) (* 1432; † 2. Dezember 1455), ⚭ 1447 König Alfons V. von Portugal
- Jakob (Jaime) (* 17. September 1433; † 27. August 1459), Kardinalerzbischof von Lissabon
- Beatrix (* 1435; † Februar 1462), ⚭ 1453 Adolf von Kleve, Herr von Ravenstein
- Philippa (* 1437; † 25. Juli 1497).

## Denkmal
Seine Statue ist im Padrão dos Descobrimentos bei Lissabon zu sehen.